# Esporte no Uruguai
O esporte no Uruguai tem um proeminente fator na sociedade do uruguaia. O futebol é o principal desporto nacional. Logo após se encontram o basquetebol, ciclismo, boxe e rugby. A nação sediou primeira edição da Copa do Mundo de futebol em 1930, além do Mundial de Basquetebol de 1967.
Entre as suas ligas e competições desportivas nacionais, as de destaque são: Primera División de Uruguay, Liga Uruguaya de Básquetbol, a Vuelta Ciclista del Uruguay, as Rutas de América, o Gran Premio de Punta del Este e o Seven de Punta del Este.

## Notáveis desportistas
Segue-se, abaixo, alguns dos maiores desportistas uruguaios, em diferentes modalidades e ao longo dos tempos.
Futebol americano
- Crespi Campomar

Atletismo
- Andrés Silva
- Heber Viera
- Deborah Rodríguez

Automobilismo
- Gonzalo Rodríguez
- Gustavo Trelles

Basquete
- Esteban Batista

Boxe
- Dogomar Martínez
- Chris Namús

Ciclismo
- Atilio François
- Federico Moreira
- Milton Wynants

Futebol
- Ángel Romano
- José Nasazzi
- Héctor Scarone
- Héctor Castro
- Pedro Petrone
- Severino Varela
- Obdulio Varela
- Juan Alberto Schiaffino
- Alcides Ghiggia
- Schubert Gambetta
- Roque Gastón Máspoli
- Fernando Morena
- Hugo De León
- Enzo Francescoli
- Rubén Sosa
- Diego Forlán
- Luis Suárez
- Martín Cáceres
- Sebastián Abreu
- Antonio Pacheco
- Diego Aguirre

Golf
- Fay Crocker

Hipismo
- Pablo Falero
- Irineo Leguisamo

Natação
- Carlos Scanavino
- Ana María Norbis

Polo
- David Stirling

Tenis
- Fiorella Bonicelli
- Marcelo Filippini
- Diego Pérez
- Pablo Cuevas